# PalaPregnolato
Il palasport "Massimo Pregnolato" è il principale palazzo dello sport di Vercelli.

## Storia
Fu inaugurato il 18 settembre 1982 e chiamato Palahockey o PalaIsola, dal nome del rione in cui è ubicato. Negli anni seguenti fu dedicato a Massimo Pregnolato, giovane hockeista scomparso.
Ha una capienza di 1754 persone ed ospita le partite interne dell'Amatori Vercelli, oltre all'attività di pattinaggio artistico dell'A.S.D. Skating Vercelli. Dal 2019 ospita anche le partite interne di hockey su pista dell'Hockey Vercelli e dell'A.S.D. Pro Vercelli-Trino Hockey Femminile.
Nel mese di aprile 2017 la Curva Nord dei tifosi vercellesi è stata dedicata all'hockeista scomparso Paolo Torazzo.

## Eventi
- Campionati europei di hockey su pista 1983
- Final four della CERH Champions League 1997-1998